# Bacteria quadrispinosa
Bacteria quadrispinosa är en insektsart som beskrevs av Ludwig Redtenbacher 1908. Bacteria quadrispinosa ingår i släktet Bacteria och familjen Diapheromeridae. Inga underarter finns listade.